# آنا گاسپر
آنا گاسپر (انگلیسی: Anna Gasper؛ زادهٔ ۳ ژانویه ۱۹۹۷) بازیکن فوتبال اهل آلمان است.
از باشگاه‌هایی که در آن بازی کرده‌است می‌توان به باشگاه فوتبال زنان بایر ۰۴ لورکوزن اشاره کرد.
وی همچنین در تیم ملی فوتبال Germany U19 بازی کرده‌است.